# Валенсія-дель-Момбуей
Валенсія-дель-Момбуей (ісп. Valencia del Mombuey) — муніципалітет в Іспанії, у складі автономної спільноти Естремадура, у провінції Бадахос. Населення — 809 осіб (2010).

## Географія
Муніципалітет розташований на португальсько-іспанському кордоні.
Муніципалітет розташований на відстані близько 380 км на південний захід від Мадрида, 75 км на південь від Бадахоса.

## Демографія
Динаміка населення (INE ):